# Walnut Grove (hrabstwo Sumner)
Walnut Grove – jednostka osadnicza w Stanach Zjednoczonych, w stanie Tennessee, w hrabstwie Sumner.